# Hypoponera sakalava
Hypoponera sakalava is een mierensoort uit de onderfamilie van de Ponerinae. De wetenschappelijke naam van de soort is voor het eerst geldig gepubliceerd in 1891 door Forel.